# Водяники (Черкасская область)
Водя́ники (укр. Водяники) — село в Звенигородском районе Черкасской области Украины.
Население по переписи 2001 года составляло 771 человек. Почтовый индекс — 20232. Телефонный код — 4740. Расположено в 17 км от районного центра Водяники, на Приднепровской возвышенности в южной части Лесостепи. Рельеф местности расчлененный, изрезанный многочисленными оврагами и балками. Всего на территории села насчитывается 19 урочищ, которые с давних времен имеют названия: «Вилы», «Сотницкое», «Попов», «Будянское», «Дрисив яр», «Совин яр», «Замчище Жигмонта», «Огруд», «Литовки», «Казацкое», «Пухилове», «Осове», «Кудри», «Воротников яр», «Чижов лес», «Баглайкове», «Немецкая слобода», «Сикалове» и «Гришеве».

## История

### Древняя история
Первые поселения на месте современного села согласно археологическим раскопкам были ещё в III—IV тысячелетии до н. э. Недалеко от этой местности также были найдены примерно 20 курганов бронзового и раннежелезного веков. Уже в XVI—XVII веках нашей эры бывшее в IV до нашей эры скифское городище было переделано в военный форпост южной окраины Польско-Литовского государства.

### Современная история XIV—XIX веков
Первые достоверные данные о современном проживании людей на месте села относятся к веку, когда среди скоплений камней, которые могли быть фрагментами фундамента деревянных зданий, были найдены серебряные монеты, являющиеся джучидськими (золотоордынскими). В то время и вплоть до конца XIV века эта территория современной Украины была под властью татарской Золотой Орды.
Незначительное количество монет и так и не обнаруженный большой клад говорят о том, что, скорее всего, монеты сюда были заложены при строительстве дома, в качестве ритуального действия. Исследование качества и назначения монет дали основания считать, что строительство данного дома и закладки монет произошли примерно в 1359 году..

### XX век
Село стало ареной в национально-освободительной борьбе, проходившей на украинских землях в 1918—1920 годах.
Во время Великой Отечественной войны в боевых действиях принимали участие 360 сельчан, из которых 173 погибли. 71 сельчанин были награждены различными боевыми наградами. При освобождении села погибли 105 красноармейцев, среди которых грузин Вахтанг Чиковани. В его честь позже был назван местный колхоз. А в 1957 году в селе появились 2 монумента: освободителям села, и односельчанам, погибшим в Великой Отечественной войне.
В послевоенные годы к 1970-м годам была восстановлена и приумножена инфраструктура и производство села. В селе размещалась центральная усадьба колхоза имени Чиковани. У колхоза имелось 2,5 га пахотной земли, из которой 1,8 пахотные земли. Колхоз специализировался в основном на зерновых культурах и сахарной свекле. Также в селе находились мельница, пилорама, филиал Почапинского сахарного завода, мастерская по пошиву одежды и обуви, а также родильный дом. Из социально-культурных объектов имелись средняя школа, 2 библиотеки с общим фондом в 12 000 книг.

### В независимой Украине
В 1990-е годы в селе было организовано предприятие по выращиванию овец.
Также в постсоветский период была построена Николаевская церковь, а позднее — церковь Вознесения Господня, построенная максимально близко похожей на казацкую церковь XVII века. Освящена 4 января 2009 года. Также уже в XXI веке появился один из самых больших заводов по глубокой заморозке ягод и фруктов. А в 2008 году — горнолыжный развлекательный комплекс.
За последними данными население села составляло 585 человек.

## Местный совет
20232, Черкасская обл., Звенигородский р-н, с. Водяники

## История
В селе похоронен Чиковани, Вахтанг Владимирович — Герой Советского Союза, на могиле установлен обелиск.